# Saló Internacional del Còmic de Barcelona de 2012
El 30è Saló Internacional del Còmic de Barcelona va tindre lloc del 3 al 6 de maig del 2012 a la Fira de Barcelona.
En la present edició es reduí el nombre de premis establert l'any 1995.
El cartell, obra de l'autor valentí Paco Roca, es presentà al gener, junt amb els primers convidats confirmats: Sergio Aragonés, Paul Cornell, Guy Delisle, Manara, Rags Morales i Nagai.
L'edició comptà amb la presència d'autors internacionals com David Lloyd, Milo Manara, Gō Nagai, Scott Snyder o Craig Thompson.
Les exposicions d'enguany homenatjaren l'obra Little Nemo in Slumberland (amb originals de Winsor McCay i publicacions de l'època), la sèrie Hazañas Bélicas de Jordi Longarón (Gran Premi del Saló 2011), la saga The New 52 de DC Comics publicada per l'editorial ECC, els cinquanta anys d'Spider-man i sengles mostres sobre la Xina (país convidat) i la robòtica i la seua influència en els còmics i la saga Star Wars.
L'edició tancà amb 108.000 visitants, un 8% més que l'anterior, i 152 expositors, el major nombre fins llavors: el director, Carles Santamaria, ho atribuí entre d'altres a la presència de Nagai; Norma Comics també li acredità l'èxit de l'edició espanyola del seu manga, Mazinger Z, a més d'exhaurir els exemplars de Sherlock Holmes i la conspiració de Barcelona.

## Exposicions
- Robots en la seva tinta. Gran exposició que va fer un repàs als robots més populars del món del còmic i la literatura de ciència-ficció. El públic va poder interactuar amb robots reals cedits per la Universitat Politècnica de Catalunya. L'exposició fou comissariada per Jordi Ojeda.[7]
- Little Nemo. Exposició dedicada al món oníric de l'autor Winsor McCay, que comptà amb originals de Little Nemo in Slumberland, entre d'altres.
- Cavall Fort. Exposició dedicada a la revista catalana de còmic Cavall Fort en motiu del seu 50è aniversari. Va mostrar 50 pàgines de 50 sèries claus de la revista.[7]
- Spiderman, 50 anys enredant-se. Exposició per commemorar el 50è aniversari de Spiderman, el superheroi creat per Stan Lee i Steve Ditko el 1962.
- Moebius Inside/Outside. Exposició en homenatge a l'autor francès Moebius el qual havia mort al març. La mostra va incloure una selecció d'originals de Moebius.
- 52 de los New 52. Exposició dedicada a la saga The New 52 de DC Comics.
- Un pont cap a Angoulême
- Malefic de Luis i Rómulo Royo. Exposició sobre l'obra Malefic, dels autors Luis Royo i Rómulo Royo.
- Concurs Escolar Generalitat de Catalunya. Exposició dels treballs dels alumnes que van participar al concurs.

### Exposicions dedicades als guanyadors del Saló del Còmic de 2011
- Jordi Longarón. Exposició dedicada a l'obra de Jordi Longarón, Gran Premi del Saló de 2011.
- Paco Roca. Exposició dedicada a l'obra de Paco Roca, doblement recompensat amb el premi a la millor obra i el premi al millor guió pel còmic El invierno del dibujante.
- L'art de Blacksad de Juanjo Guarnido. Exposició dedicada al còmic Blacksad dels autors Juanjo Guarnido i Juan Díaz Canales. El còmic va obtenir el premi al millor dibuix del Saló de 2011.
- David Sánchez. Exposició dedicada a l'obra de l'autor David Sánchez, proclamat autor revelació del Saló Internacional del Còmic de Barcelona de 2011 per la seva obra Tú me has matado.
- Naufraguito. Exposició dedicada al fanzine Naufraguito, que va obtenir el premi al millor fanzine del Saló de 2011.

## Palmarès

### Gran Premi del Saló
- José Ortiz Moya

### Millor obra
| Títol                              | Autor                        | Editorial          |
| ---------------------------------- | ---------------------------- | ------------------ |
| Aventuras de un oficinista japonés | José Domingo                 | Bang               |
| Dublinés                           | Alfonso Zapico               | Astiberri          |
| El héroe                           | David Rubín                  | Astiberri          |
| Españistán                         | Aleix Saló                   | Glénat / EDT       |
| Fagocitis                          | Marcos Priorr Danide         | Glénat / EDT       |
| Historias del barrio               | Gabi Beltrán Bartolomé Seguí | Astiberri          |
| La muchacha salvaje                | Mireia Pérez                 | Sins Entido        |
| La protectora                      | Keko                         | Edicions de Ponent |
| La saga de Atlas & Axis            | Pau                          | Dibbuks            |
| Memorias de un hombre en pijama    | Paco Roca                    | Astiberri          |

### Millor obra estrangera
| Títol                            | Títol original                    | Autor                        | Editorial              | País         |
| Arzak el vigilante               | Arzach                            | Moebius                      | Norma                  | França       |
| Cinco mil kilómetros por segundo | Cinq mille kilomètres par seconde | Manuele Fior                 | Sins Entido            | França       |
| Crónicas de Jerusalén            | Chroniques de Jérusalem           | Guy Delisle                  | Astiberri              | França       |
| El pequeño Christian             | Le petit Christian                | Blutch                       | Norma                  | França       |
| Frank                            | Frank                             | Jim Woodring                 | Fulgencio Pimentel     | Estats Units |
| Habibi                           | Habibi                            | Craig Thompson               | Astiberri              | Estats Units |
| Pagando por ello                 | Paying for It                     | Chester Brown                | La Cúpula              | Estats Units |
| Polina                           | Polina                            | Bastien Vivès                | Diábolo                | França       |
| Quai d'Orsay                     | Quai d'Orsay                      | Abel Lanzac Christophe Blain | Norma                  | França       |
| Tóxico                           | X'ed Out                          | Charles Burns                | Random House Mondadori | Estats Units |

### Autor revelació
| Autor          | Títol               | Editorial  |
| -------------- | ------------------- | ---------- |
| Lola Lorente   | Sangre de mi sangre | Astiberri  |
| Natacha Bustos | Chérnobil: La zona  | Glénat EDT |

### Millor fanzine
| Títol      |
| ---------- |
| Usted      |
| Colibrí    |
| Thermozero |
| Adobo      |
| Zocalo     |

### Premi del Públic
| Categoria   | Títol                 | Autors                               | Editorial          | Ref. |
| ----------- | --------------------- | ------------------------------------ | ------------------ | ---- |
| Millor obra | Lágrimas en la lluvia | Damián Campanario Assandro Valdrighi | Planeta DeAgostini |      |